# 阿部吉文
阿部 吉文（あべ よしふみ、1971年8月13日 - ）は、日本の防具付き空手選手。

## 来歴
1971年（昭和46年）8月13日生まれ、宮城県志津川町出身。全日本空手道連盟錬武会、宮城県防具付空手道連盟所属。
1990年（平成2年）、19歳の時に第29回全国防具付空手道選手権大会で優勝し、それ以降第33回大会まで優勝し続け5連覇を達成。
第34回大会の決勝では当時19歳の新鋭、忍誠館（埼玉県）の奥田大介に敗れ準優勝となるも、翌年の第35回大会から第39回大会まで再び5連覇をし、合わせて10回の制覇を達成する。空手の全国規模の大会において10制覇は非常に稀であり、錬武会外部、他流派でも著名な人物となる。その後、第40回大会からは後進の育成のため個人戦からは身を退くも、団体戦や他流派の大会にはごく稀に出場している。
右逆突き、中段前蹴りを中心としたカウンターを非常に得意とし、手数が非常に少なく、確実に打撃を極める組手が特徴。

## 主な戦績
- 第29回-第33回 全国防具付空手道選手権大会 優勝
- 第34回 全国防具付空手道選手権大会 準優勝
- 第35回-第39回 全国防具付空手道選手権大会 優勝

その他、団体戦や全東北北海道防具付空手道選手権大会など地方大会で優勝多数。